# Grote graszanger
De grote graszanger (Cisticola robustus) is een zangvogel uit de familie Cisticolidae.

## Verspreiding en leefgebied
Deze soort komt voor in centraal Afrika en telt zeven ondersoorten:
- C. r. robustus: noordelijk Ethiopisch plateau.
- C. r. schraderi: Eritrea en noordelijk Ethiopië.
- C. r. omo: zuidwestelijk Ethiopië.
- C. r. santae: oostelijk Nigeria en westelijk Kameroen.
- C. r. nuchalis: van Congo-Brazzaville, noordoostelijk Congo-Kinshasa en Oeganda tot Kenia en noordelijk Tanzania.
- C. r. awemba: zuidoostelijk Congo-Kinshasa, zuidwestelijk Tanzania en noordoostelijk Zambia.
- C. r. angolensis: Angola, zuidelijk Congo-Kinshasa en noordwestelijk Zambia.

## Status
De grootte van de populatie is niet gekwantificeerd maar de soort wordt omschreven als algemeen in het grootste deel van zijn verspreidingsgebied. Op de Rode lijst van de IUCN heeft deze soort de status niet bedreigd.